# ㅅ
Siot (litera: ㅅ, kor. 지읒, w Korei Północnej sieut, kor. 시읏) – spółgłoska zębowa należąca do grupy pisma hangul, do oznaczenia spółgłoski szczelinowo dziąsłowo bezdźwięcznej [s]. Według transkrypcji McCune’a-Reischauera spółgłoska brzmi "s".. Na jego podstawie powstał znak ㅈ oraz dwuznak ㅆ.
Jak podaje Koreańska Zasada Pisowni (Hunminjeongeum) ㅅ jest siódmą literą alfabetu koreańskiego. Spośród spółgłosek języka koreańskiego, reprezentuje ona bezdźwięczną spółgłoskę szczelinową dziąsłową, powstającą w wyniku zatkania nozdrzy języczkiem, uniesienia przedniej części języka tak, aby niemal dotykała przedniej części podniebienia, i wydychania powietrza przez szczelinę.
Spośród trzech dźwięków o tej samej głosce zębowej (ㅅ, ㅈ, ㅊ), głoska ㅅ jest wymawiana najmocniej, więc litera ta stała się bazową dla głoski zębowej, a na jej podstawie powstały dwie litery poprzez dodanie do niej kreski.
Dźwięk spółgłoski brzmi podobnie jak "s" w angielskim słowie "silde" lub polskie "s".

## Pismo

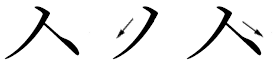
Kolejność stawiania kresek

## Historia
W momencie tworzenia Hunminjeongeum, litera ㅅ została nazwana sangchihyeong (chiń. 象齒形). Przed powstaniem Hunminjeongeum litera zajmowała szesnaste miejsce w koreańskim alfabecie, a od momentu powstania Koreańskiej Zasady Pisowni siódme i pozostała na nim do dziś.